# マサチューセッツ植民地総督
マサチューセッツ植民地総督では、のちのアメリカ合衆国マサチューセッツ州のイギリス植民地時代に置かれた総督を一覧で示す。

## ポパム植民地 (1607年–1608年)
| 氏名             | 就任      | 退任      |
| ---------------- | --------- | --------- |
| ジョージ・ポパム | 1607年    | 1608年2月 |
| ラレ・ギルバート | 1608年2月 | 1608年9月 |

出典：

## プリマス植民地 (1620年–1686年, 1689年–1692年)
| 氏名                               | 就任           | 退任           | 副総督                                          |
| ---------------------------------- | -------------- | -------------- | ----------------------------------------------- |
| ジョン・カーヴァー                 | 1620年11月11日 | 1621年4月15日  | なし                                            |
| ウィリアム・ブラッドフォード       | 1621年5月      | 1633年1月1日   | なし                                            |
| エドワード・ウィンスロー           | 1633年1月1日   | 1634年3月27日  | なし                                            |
| トーマス・プレンス                 | 1634年3月27日  | 1635年3月3日   | なし                                            |
| ウィリアム・ブラッドフォード       | 1635年3月3日   | 1636年3月1日   | なし                                            |
| エドワード・ウィンスロー           | 1637年3月7日   | 1636年3月1日   | なし                                            |
| ウィリアム・ブラッドフォード       | 1637年3月7日   | 1638年6月5日   | なし                                            |
| トーマス・プレンス                 | 1638年6月5日   | 1639年6月3日   | なし                                            |
| ウィリアム・ブラッドフォード       | 1639年6月3日   | 1644年6月5日   | なし                                            |
| エドワード・ウィンスロー           | 1644年6月5日   | 1645年6月4日   | なし                                            |
| ウィリアム・ブラッドフォード       | 1645年6月4日   | 1657年5月9日   | なし                                            |
| トーマス・プレンス                 | 1657年6月3日   | 1673年6月3日   | なし                                            |
| ジョサイア・ウィンスロー           | 1673年6月3日   | 1680年12月18日 | なし                                            |
| トーマス・ヒンクリー               | 1680年12月18日 | 1686年         | ジェームズ・カドワース（1681年 – 1682年）       |
| トーマス・ヒンクリー               | 1680年12月18日 | 1686年         | ウィリアム・ブラッドフォード（1682年 – 1686年） |
| （ニューイングランド・ドミニオン） | 1686年         | 1689年         | なし                                            |
| トーマス・ヒンクリー               | 1689年         | 1692年         | ウィリアム・ブラッドフォード（1689年 – 1692年） |

出典（特記のないもの）：

## ウェサグセット植民地 (1622年–1623年)
| 氏名                 | 就任       | 退任       |
| -------------------- | ---------- | ---------- |
| リチャード・グリーン | 1622年4月  | 1622年10月 |
| ジョン・サンダース   | 1622年10月 | 1623年3月  |

出典：

## ニューイングランド総督 (1623年–1624年)
| 氏名                 | 就任      | 退任   |
| -------------------- | --------- | ------ |
| ロバート・ゴージェス | 1623年9月 | 1624年 |

出典：

## マサチューセッツ湾植民地 (1629年–1686年, 1689年–1692年)
| 氏名                               | 就任                                      | 退任           | 副総督                                    |
| ---------------------------------- | ----------------------------------------- | -------------- | ----------------------------------------- |
| マシュー・クラドック               | 1628年                                    | 1629年10月20日 | トーマス・ゴフ                            |
| ジョン・エンデコット               | 1629年4月30日                             | 1630年6月12日  | なし                                      |
| ジョン・ウィンスロップ             | 1629年10月20日                            | 1634年5月14日  | ジョン・ハンフリー                        |
| ジョン・ウィンスロップ             | 1629年10月20日                            | 1634年5月14日  | トマス・ダドリー                          |
| トマス・ダドリー                   | 1634年5月14日                             | 1635年5月6日   | ロジャー・ラドロー                        |
| ジョン・ヘインズ                   | 1635年5月6日                              | 1636年5月25日  | リチャード・ベリンガム                    |
| ヘンリー・ベイン                   | 1636年5月25日                             | 1637年5月17日  | ジョン・ウィンスロップ                    |
| ジョン・ウィンスロップ             | 1637年5月17日                             | 1640年5月13日  | トマス・ダドリー                          |
| トマス・ダドリー                   | 1641年6月2日                              | 1640年5月13日  | リチャード・ベリンガム                    |
| リチャード・ベリンガム             | 1641年6月2日                              | 1642年5月18日  | ジョン・エンデコット                      |
| ジョン・ウィンスロップ             | 1642年5月18日                             | 1644年5月29日  | ジョン・エンデコット                      |
| ジョン・エンデコット               | 1644年5月29日                             | 1645年5月14日  | ジョン・ウィンスロップ                    |
| トマス・ダドリー                   | 1645年5月14日                             | 1646年5月6日   | ジョン・ウィンスロップ                    |
| ジョン・ウィンスロップ             | 1646年5月6日                              | 1649年5月2日   | トマス・ダドリー                          |
| ジョン・エンデコット               | 1649年5月2日                              | 1650年5月22日  | トマス・ダドリー                          |
| トマス・ダドリー                   | 1650年5月22日                             | 1651年5月7日   | ジョン・エンデコット                      |
| ジョン・エンデコット               | 1651年5月7日                              | 1654年5月3日   | トマス・ダドリー                          |
| リチャード・ベリンガム             | 1654年5月3日                              | 1655年5月23日  | ジョン・エンデコット                      |
| ジョン・エンデコット               | 1655年5月23日                             | 1665年5月3日   | リチャード・ベリンガム                    |
| リチャード・ベリンガム             | 1665年5月3日                              | 1672年12月12日 | フランシス・ウィロビー（1665年 – 1671年） |
| リチャード・ベリンガム             | 1665年5月3日                              | 1672年12月12日 | ジョン・レバレット（1671年 - 1672年）     |
| ジョン・レバレット                 | 1672年12月12日 （代理、1673年5月7日まで） | 1679年5月28日  | サミュエル・シモンズ                      |
| ジョン・レバレット                 | 1672年12月12日 （代理、1673年5月7日まで） | 1679年5月28日  | サイモン・ブラッドストリート              |
| サイモン・ブラッドストリート       | 1679年5月28日                             | 1686年5月25日  | トマス・ダンフォース                      |
| （ニューイングランド・ドミニオン） | 1686年5月25日                             | 1689年4月18日  |                                           |
| サイモン・ブラッドストリート       | 1689年4月18日                             | 1692年5月14日  | トマス・ダンフォース                      |

出典（特記のないもの）：

## ニューイングランド・ドミニオン (1686年–1689年)
| 氏名                   | 就任           | 退任           | 副総督                                  |
| ---------------------- | -------------- | -------------- | --------------------------------------- |
| ジョセフ・ダドリー     | 1686年5月25日  | 1686年12月20日 | ウィリアム・ストートン                  |
| エドマンド・アンドロス | 1686年12月20日 | 1689年4月18日  | フランシス・ニコルソン（1688年4月任命） |

## マサチューセッツ湾直轄植民地 (1692年–1775)
| 氏名                           | 就任           | 退任           | 副総督                                                 |
| ------------------------------ | -------------- | -------------- | ------------------------------------------------------ |
| ウィリアム・フィップス         | 1694年11月17日 | 1692年5月16日  | ウィリアム・ストートン                                 |
| ウィリアム・ストートン（代理） | 1694年12月4日  | 1699年5月26日  | ウィリアム・ストートン                                 |
| リチャード・クート             | 1699年5月26日  | 1700年7月17日  | ウィリアム・ストートン                                 |
| ウィリアム・ストートン（代理） | 1700年7月22日  | 1701年7月7日   | ウィリアム・ストートン                                 |
| 総督評議会（代理）             | 1701年7月10日  | 1702年6月11日  | 空席                                                   |
| ジョセフ・ダドリー             | 1702年6月11日  | 1715年2月4日   | トーマス・ポーヴィー                                   |
| ジョセフ・ダドリー             | 1702年6月11日  | 1715年2月4日   | 空席                                                   |
| ジョセフ・ダドリー             | 1702年6月11日  | 1715年2月4日   | ウィリアム・テイラー                                   |
| 総督評議会（代理）             | 1715年3月21日  | 1715年2月4日   | 空席                                                   |
| ジョセフ・ダドリー             | 1715年3月21日  | 1715年11月9日  | ウィリアム・テイラー （1702年6月11日 - 1706年1月28日） |
| ウィリアム・テイラー（代理）   | 1716年10月5日  | 1715年11月9日  | ウィリアム・テイラー （1702年6月11日 - 1706年1月28日） |
| サミュエル・シュート           | 1716年10月5日  | 1723年1月1日   | ウィリアム・ダマー                                     |
| ウィリアム・ダマー             | 1723年1月2日   | 1728年7月19日  | ウィリアム・ダマー                                     |
| ウィリアム・バーネット         | 1728年7月19日  | 1729年9月7日   | ウィリアム・ダマー                                     |
| ウィリアム・テイラー           | 1729年9月10日  | 1730年6月11日  | ウィリアム・ダマー                                     |
| ウィリアム・テイラー（代理）   | 1730年6月11日  | 1730年8月10日  | ウィリアム・テイラー（1730年7月11日 - 1732年3月1日）   |
| ジョナサン・ベルチャー         | 1730年8月10日  | 1741年8月14日  | 空席                                                   |
| ウィリアム・シャーリー         | 1741年8月14日  | 1749年9月11日  | スペンサー・フィップス                                 |
| スペンサー・フィップス（代理） | 1753年8月7日   | 1749年9月15日  | スペンサー・フィップス                                 |
| ウィリアム・シャーリー         | 1753年8月7日   | 1756年9月25日  | スペンサー・フィップス                                 |
| スペンサー・フィップス（代理） | 1756年9月25日  | 1757年4月4日   | スペンサー・フィップス                                 |
| 総督評議会（代理）             | 1757年4月5日   | 1757年8月3日   | 空席                                                   |
| トマス・パウナル               | 1757年8月3日   | 1760年6月3日   | トマス・ハッチンソン                                   |
| トマス・ハッチンソン（代理）   | 1760年6月3日   | 1760年8月2日   | トマス・ハッチンソン                                   |
| フランシス・バーナード         | 1760年8月2日   | 1769年8月1日   | トマス・ハッチンソン                                   |
| トマス・ハッチンソン（代理）   | 1769年8月2日   | 1774年5月17日  | トマス・ハッチンソン                                   |
| トマス・ハッチンソン（代理）   | 1769年8月2日   | 1774年5月17日  | アンドルー・オリヴァー                                 |
| トマス・ハッチンソン（代理）   | 1769年8月2日   | 1774年5月17日  | 空席                                                   |
| トマス・ゲイジ                 | 1774年5月17日  | 1775年10月11日 | 空席                                                   |
| トマス・ゲイジ                 | 1774年5月17日  | 1775年10月11日 | トーマス・オリヴァー                                   |

出典（特記のないもの）：